# Eleutherodactylus toa
Eleutherodactylus toa är en groddjursart som beskrevs av Estrada och Hedges 1991. Eleutherodactylus toa ingår i släktet Eleutherodactylus och familjen Eleutherodactylidae. IUCN kategoriserar arten globalt som starkt hotad. Inga underarter finns listade i Catalogue of Life.